# Alopecosa osa
Alopecosa osa är en spindelart som beskrevs av Marusik, Hippa och Koponen 1996. Alopecosa osa ingår i släktet Alopecosa och familjen vargspindlar. Inga underarter finns listade i Catalogue of Life.